# Filipiny na Letnich Igrzyskach Olimpijskich 2016
Filipiny na Letnich Igrzyskach Olimpijskich 2016, które odbyły się w Rio de Janeiro, reprezentowało 13 zawodników - 7 mężczyzn i 6 kobiet.
Był to dwudziesty pierwszy start reprezentacji Filipin na letnich igrzyskach olimpijskich.

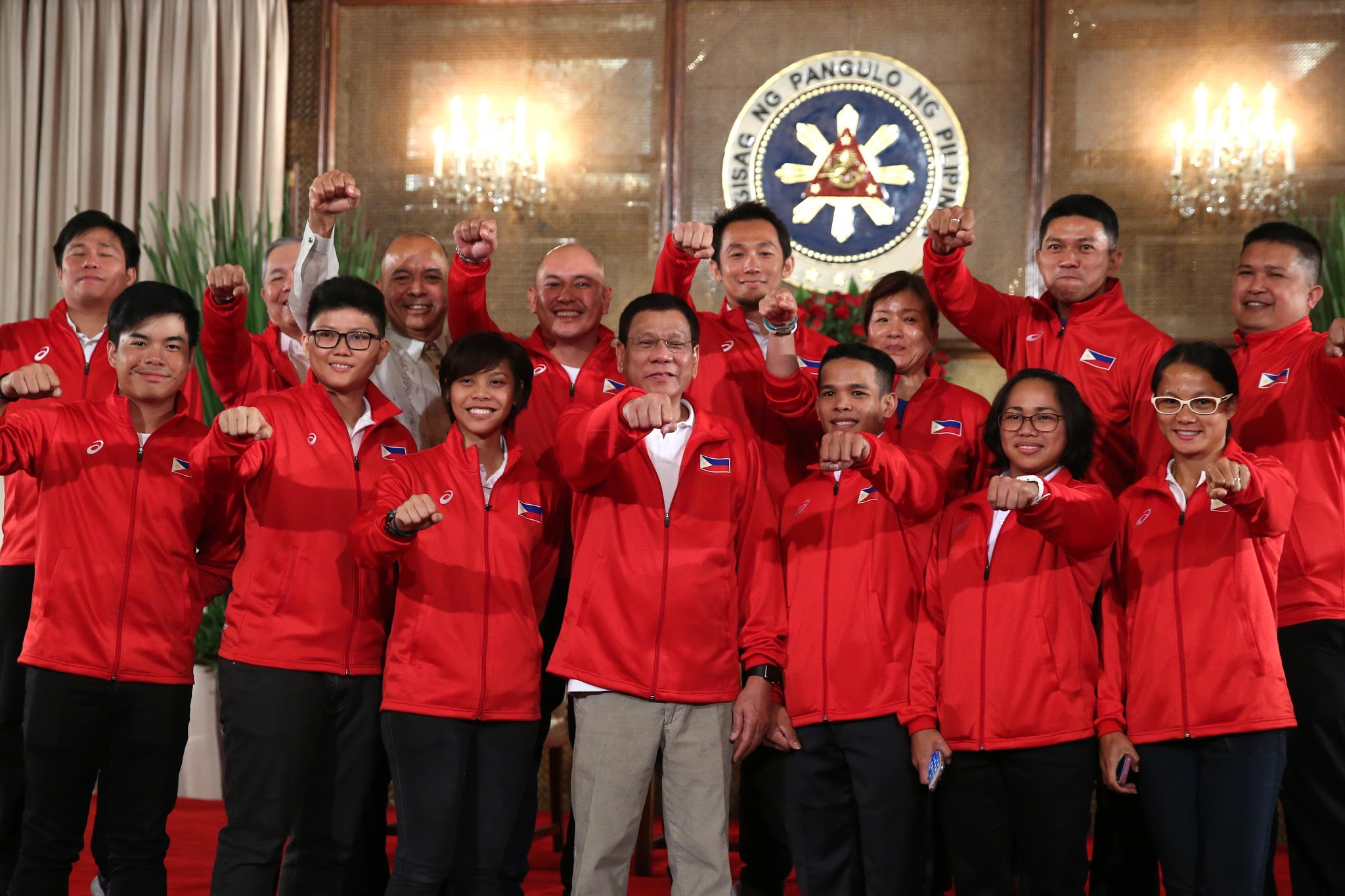
Reprezentacja Filipin na oficjalnym spotkaniu z prezydentem Rodrigo Duterte

## Zdobyte medale
| Medal  | Zawodnik     | Dyscyplina           | Konkurencja     | Rezultat | Data       |
| ------ | ------------ | -------------------- | --------------- | -------- | ---------- |
| Srebro | Hidilyn Diaz | Podnoszenie ciężarów | do 53 kg kobiet | 200 kg   | 7 sierpnia |

## Reprezentanci

### Boks
Mężczyźni
| Zawodnik      | Konkurencja    | 1/16             | 1/8              | Ćwierćfinał      | Półfinał         | Finał            | Finał   |
| Zawodnik      | Konkurencja    | Przeciwnik Wynik | Przeciwnik Wynik | Przeciwnik Wynik | Przeciwnik Wynik | Przeciwnik Wynik | Pozycja |
| ------------- | -------------- | ---------------- | ---------------- | ---------------- | ---------------- | ---------------- | ------- |
| Rogen Ladon   | waga papierowa | BYE              | Martínez P 0-3   | NQ               | NQ               | NQ               | NQ      |
| Charly Suarez | waga lekka     | Cordina P 1-2    | NQ               | NQ               | NQ               | NQ               | NQ      |

### Golf
| Zawodnik       | Konkurencja | Runda 1 | Runda 2 | Runda 3 | Runda 4 | Razem  | Razem       | Razem   |
| Zawodnik       | Konkurencja | Punkty  | Punkty  | Punkty  | Punkty  | Punkty | Poniżej par | Pozycja |
| -------------- | ----------- | ------- | ------- | ------- | ------- | ------ | ----------- | ------- |
| Miguel Tabuena | mężczyźni   | 73      | 75      | 73      | 70      | 291    | +7          | 53.     |

### Judo
Mężczyźni
| Zawodnik    | Konkurencja | 1/32                 | 1/16             | 1/8              | Ćwierćfinały     | Półfinały        | Repesaż          | Finał/BM         | Finał/BM |
| Zawodnik    | Konkurencja | Przeciwnik Wynik     | Przeciwnik Wynik | Przeciwnik Wynik | Przeciwnik Wynik | Przeciwnik Wynik | Przeciwnik Wynik | Przeciwnik Wynik | Pozycja  |
| ----------- | ----------- | -------------------- | ---------------- | ---------------- | ---------------- | ---------------- | ---------------- | ---------------- | -------- |
| Kodo Nakano | - 81 kg     | Marconcini P 000-100 | NQ               | NQ               | NQ               | NQ               | NQ               | NQ               | NQ       |

### Lekkoatletyka
Mężczyźni
| Zawodnik  | Konkurencja        | Eliminacje | Eliminacje | Półfinał | Półfinał | Finał | Finał   |
| Zawodnik  | Konkurencja        | Wynik      | Miejsce    | Wynik    | Miejsce  | Wynik | Miejsce |
| --------- | ------------------ | ---------- | ---------- | -------- | -------- | ----- | ------- |
| Eric Cray | 400 m przez płotki | 49,05      | 3. Q       | 49,37    | 7.       | NQ    | NQ      |

Kobiety
| Zawodniczka    | Konkurencja | Finał    | Finał   |
| Zawodniczka    | Konkurencja | Rezultat | Pozycja |
| -------------- | ----------- | -------- | ------- |
| Mary Joy Tabal | maraton     | 3:02:27  | 124.    |

| Zawodniczka       | Konkurencja | Kwalifikacje | Kwalifikacje | Finał    | Finał   |
| Zawodniczka       | Konkurencja | Rezultat     | Pozycja      | Rezultat | Pozycja |
| ----------------- | ----------- | ------------ | ------------ | -------- | ------- |
| Marestella Torres | skok w dal  | 6,22         | 28.          | NQ       | NQ      |

### Pływanie
Mężczyźni
| Zawodnik      | Konkurencja    | Eliminacje | Eliminacje | Półfinał | Półfinał | Finał | Finał   |
| Zawodnik      | Konkurencja    | Czas       | Miejsce    | Czas     | Miejsce  | Czas  | Miejsce |
| ------------- | -------------- | ---------- | ---------- | -------- | -------- | ----- | ------- |
| Jessie Lacuna | 400 m dowolnym | 4:01,70    | 46.        | —        | —        | NQ    | NQ      |

Kobiety
| Zawodniczka      | Konkurencja    | Eliminacje | Eliminacje | Półfinał | Półfinał | Finał | Finał   |
| Zawodniczka      | Konkurencja    | Czas       | Miejsce    | Czas     | Miejsce  | Czas  | Miejsce |
| ---------------- | -------------- | ---------- | ---------- | -------- | -------- | ----- | ------- |
| Jasmine Alkhaldi | 100 m dowolnym | 56,30      | 33.        | NQ       | NQ       | NQ    | NQ      |

### Podnoszenie ciężarów
Mężczyźni
| Zawodnik       | Konkurencja | Rwanie | Rwanie  | Podrzut | Podrzut | Razem  | Pozycja |
| Zawodnik       | Konkurencja | Wynik  | Pozycja | Wynik   | Pozycja | Razem  | Pozycja |
| -------------- | ----------- | ------ | ------- | ------- | ------- | ------ | ------- |
| Nestor Colonia | - 56 kg     | 127 kg | 7.      | 154 kg  | DNF     | 127 kg | DNF     |

Kobiety
| Zawodniczka  | Konkurencja | Rwanie | Rwanie  | Podrzut | Podrzut | Razem  | Pozycja |
| Zawodniczka  | Konkurencja | Wynik  | Pozycja | Wynik   | Pozycja | Razem  | Pozycja |
| ------------ | ----------- | ------ | ------- | ------- | ------- | ------ | ------- |
| Hidilyn Diaz | - 53 kg     | 88 kg  | 6.      | 112 kg  | 2.      | 200 kg | srebro  |

### Taekwondo
Kobiety
| Zawodniczka   | Konkurencja   | 1/16                | Ćwierćfinał         | Półfinał            | Repasaż 1           | Finał/BM            | Finał/BM |
| Zawodniczka   | Konkurencja   | Przeciwniczka Wynik | Przeciwniczka Wynik | Przeciwniczka Wynik | Przeciwniczka Wynik | Przeciwniczka Wynik | Pozycja  |
| ------------- | ------------- | ------------------- | ------------------- | ------------------- | ------------------- | ------------------- | -------- |
| Kirstie Alora | powyżej 67 kg | Espinoza P 1-4      | NQ                  | NQ                  | Dislam P 5-7        | NQ                  | 7.       |

### Tenis stołowy
Kobiety
| Zawodniczka | Konkurencja | Eliminacje          | Runda 1             | Runda 2             | Runda 3             | Runda 4             | Ćwierćfinał         | Półfinał            | Finał/BM            | Finał/BM |
| Zawodniczka | Konkurencja | Przeciwniczka Wynik | Przeciwniczka Wynik | Przeciwniczka Wynik | Przeciwniczka Wynik | Przeciwniczka Wynik | Przeciwniczka Wynik | Przeciwniczka Wynik | Przeciwniczka Wynik | Pozycja  |
| ----------- | ----------- | ------------------- | ------------------- | ------------------- | ------------------- | ------------------- | ------------------- | ------------------- | ------------------- | -------- |
| Ian Lariba  | singel      | Han P 0-4           | NQ                  | NQ                  | NQ                  | NQ                  | NQ                  | NQ                  | NQ                  | NQ       |